# Südliche Fröttmaninger Heide

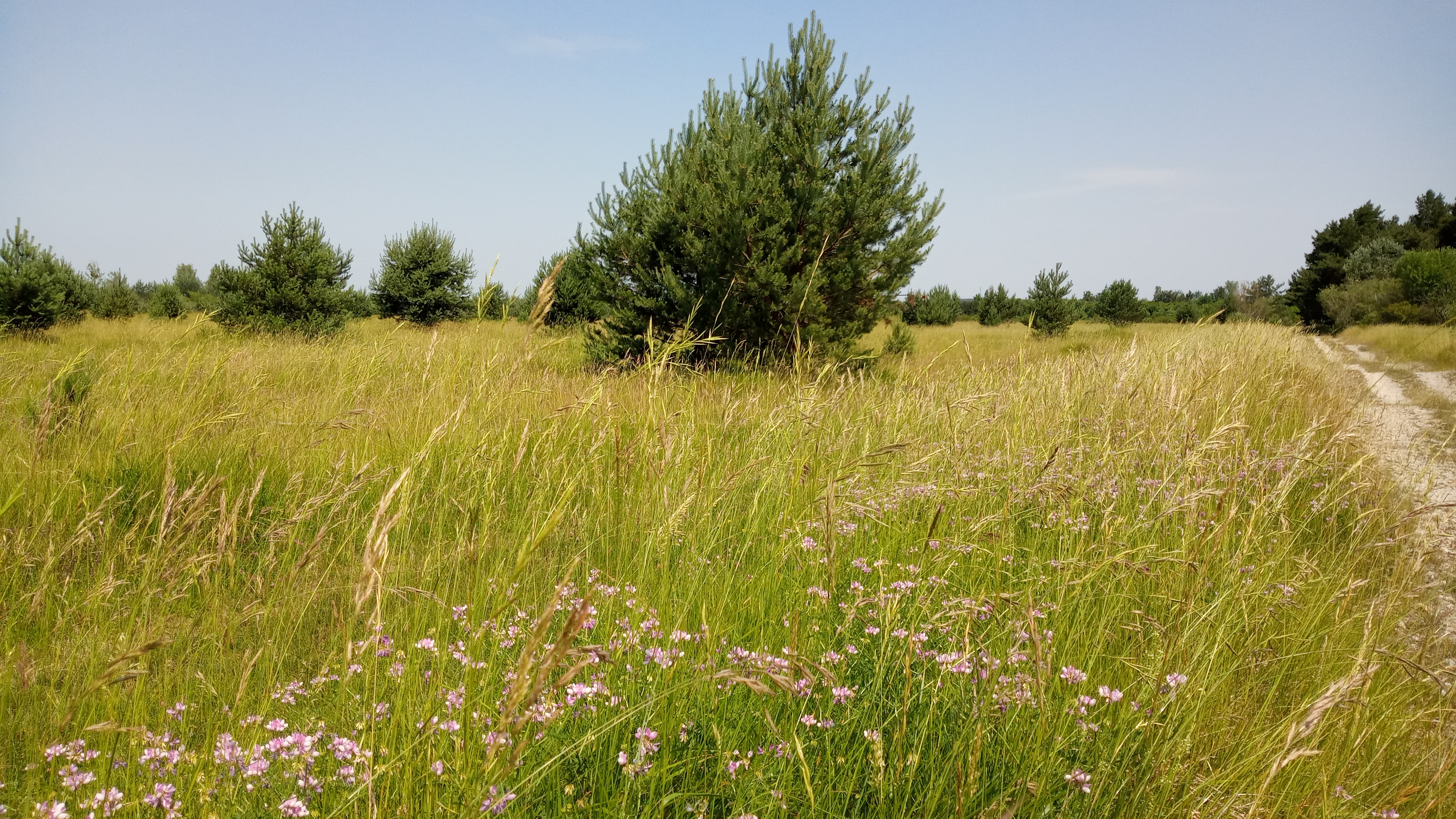
Heidefläche im Sommer

Die Südliche Fröttmaninger Heide ist ein durch die Naturschutzverordnung der Regierung von Oberbayern und die Fauna-Flora-Habitat-Richtlinie der EU geschütztes Gebiet am nördlichen Stadtrand von München. Sie umfasst eine Fläche von 347 ha und war früher ein Standortübungsplatz der Bundeswehr. Die Fläche zählt zu den größten zusammenhängenden Grasheiden Mitteleuropas. Sie ist Teil des Münchner Grüngürtels. Von der einst ausgedehnten Heidefläche im Norden der Landeshauptstadt existieren neben der Fröttmaninger Heide heute nur noch die benachbarte Panzerwiese, die Heiden im Mallertshofer Holz, die Garchinger Heide sowie die Heiden bei Oberschleißheim.

## Lage

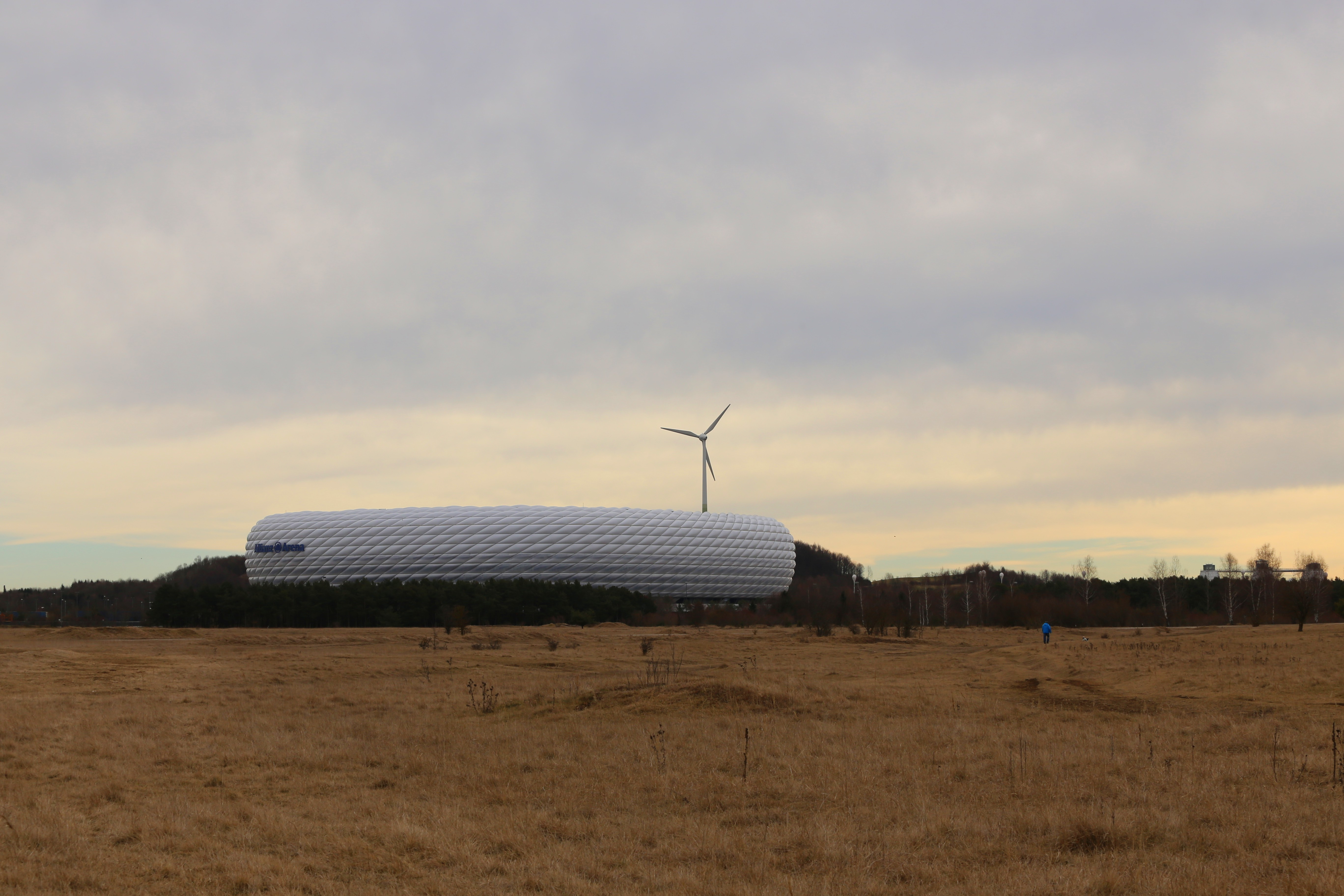
Nahe gelegene Allianz Arena östlich der Heide und U-Bahn-Strecke

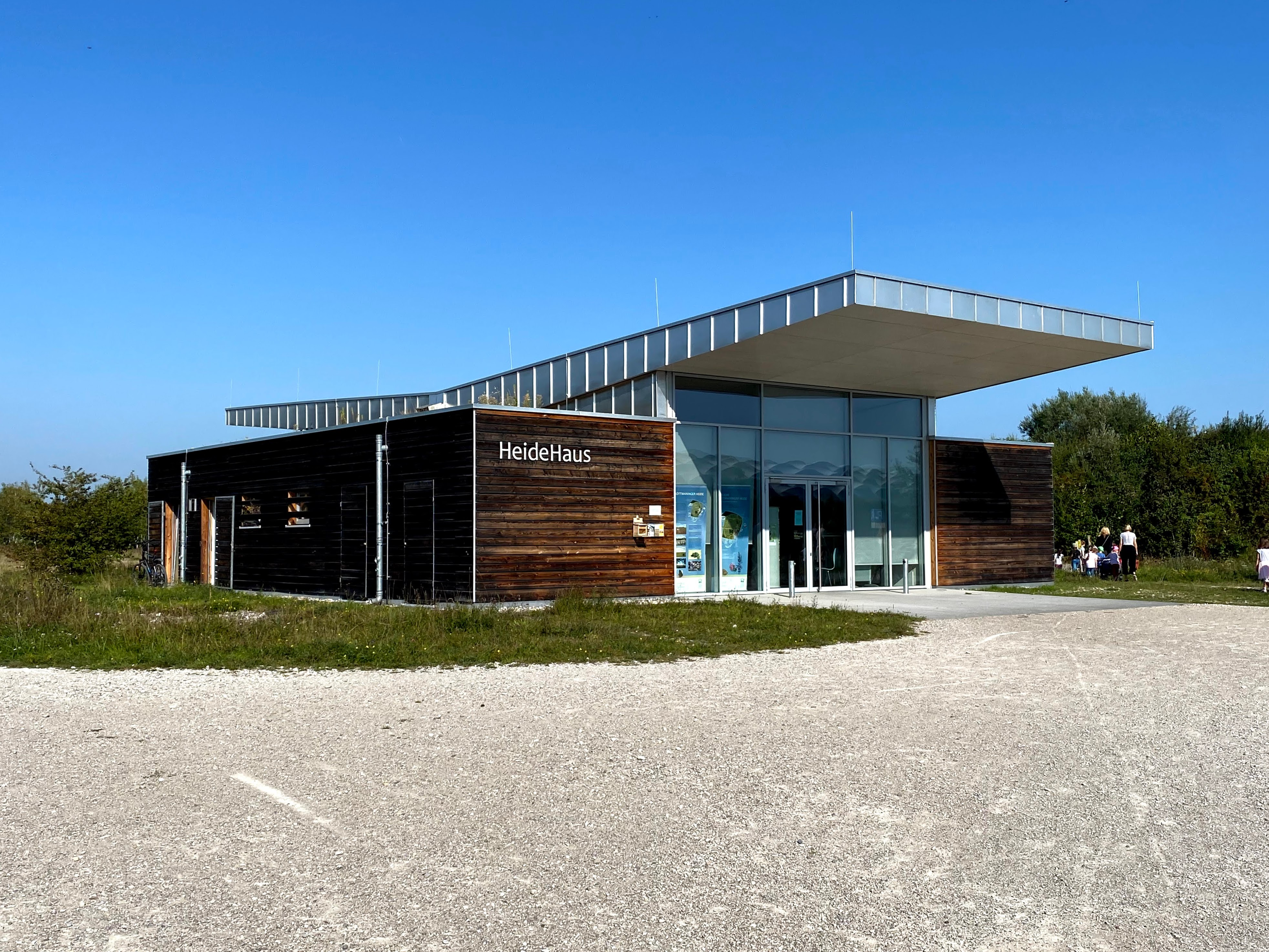
HeideHaus, Informations- und Umweltbildungszentrum

Im Süden grenzt die Fröttmaninger Heide an die Wohngebiete des Stadtteils Freimann (Freimanner Heide und Nordhaide). Im Westen reicht sie ans Gelände der Fürst-Wrede-Kaserne und des Helmholtz Zentrums München bzw. bis zur Ingolstädter Landstraße. Im Osten endet sie an den Gleisen der U-Bahn-Linie 6 im Bereich der Haltestelle Fröttmaning. Östlich der Fröttmaninger Heide stehen die Heilig-Kreuz-Kirche des ehemaligen Dorfes Fröttmaning und seit 2005 das Fußballstadion Allianz Arena. Im Norden endet das Schutzgebiet an der Autobahn A99. Nördlich der Autobahn setzt sich die Heidelandschaft bis kurz vor Garching-Hochbrück fort. Dieser Teil wird nach wie vor als Standortübungsplatz von der Bundeswehr in Anspruch genommen.
Die Fröttmaninger Heide liegt auf den Gemarkungen von Oberschleißheim, Garching und der größte Teil in München im Stadtteil Freimann. Eigentümer ist seit 27. Juni 2007 der Heideflächenverein Münchener Norden e. V., in dem die genannten Kommunen sowie Eching, Neufahrn und Unterschleißheim sowie die Landkreise Freising und München Mitglied sind.

## Geschichte
Bereits Mitte des 19. Jahrhunderts nutzte das Militär, darunter die Artillerie der bayerischen Armee, die Fröttmaninger Heide für Geländeübungen sowie als Exerzier- und Schießplatz. 1935 entstand bei der Aufrüstung der Wehrmacht im Nordteil des Gebiets eine Heeresnebenmunitionsanstalt, zugleich diente das gesamte Areal fortwährend als Schieß- und Übungsplatz. Im Kalten Krieg beanspruchte die US-Armee die Fröttmaninger Heide als Übungsplatz. Ab 1956 gingen die Flächen schrittweise ins Eigentum der Bundesrepublik Deutschland über. Von 1971 bis 1972 zog die US Army vollständig vom Standortübungsplatz ab. Zuletzt nutzte die Bundeswehr die Fröttmaninger Heide für ihre regionalen Streitkräfte zur militärischen Geländeausbildung.
Der Münchner Stadtentwicklungsplan von 1975 sah ein grünes Netz mit einem neuen West-, Ost- und Nordpark vor; als Nordpark wurde die Fröttmaninger Heide vorgesehen. 1973 wurde der künftige Nordpark in der Fröttmaninger Heide auch als Standort für eine eventuelle Bewerbung der Stadt München um die Internationale Gartenbauausstellung 1983 benannt. 1976 zeichnete sich ab, dass eine Gartenbauausstellung im Nordpark – wegen dessen Lage abseits dicht bebauter Stadtviertel, ohne geeignete Flächen für Ausstellungshallen und wegen der gewaltigen Größe – keine Förderung durch den Freistaat Bayern und den Bund zu erwarten hatte. Daher kam die Idee auf, die IGA im Westpark zu veranstalten, die dann auch umgesetzt wurde.
Seit Mai 2012 ist das Gebiet vor Nutzungen vorläufig sichergestellt, in Erwartung einer baldigen Ausweisung als Naturschutzgebiet. Von Januar 2012 bis Mai 2015 lief dazu ein Bürgerbeteiligungsverfahren. Es endete mit einem Kompromiss, dass das Gelände in vier Zonen eingeteilt werden soll, in denen unterschiedliche Vorschriften gelten. Nachdem Forderungen der Interessengemeinschaft Heide nach weiteren Lockerungen zugunsten Erholungssuchender im Sommer 2015 teilweise die Unterstützung im Münchner Stadtrat fanden, wurde die Verordnung über das Naturschutzgebiet „Südliche Fröttmaninger Heide“ am 8. April 2016 von der  Regierung von Oberbayern erlassen.

## Belastung mit Munition und Kampfmitteln

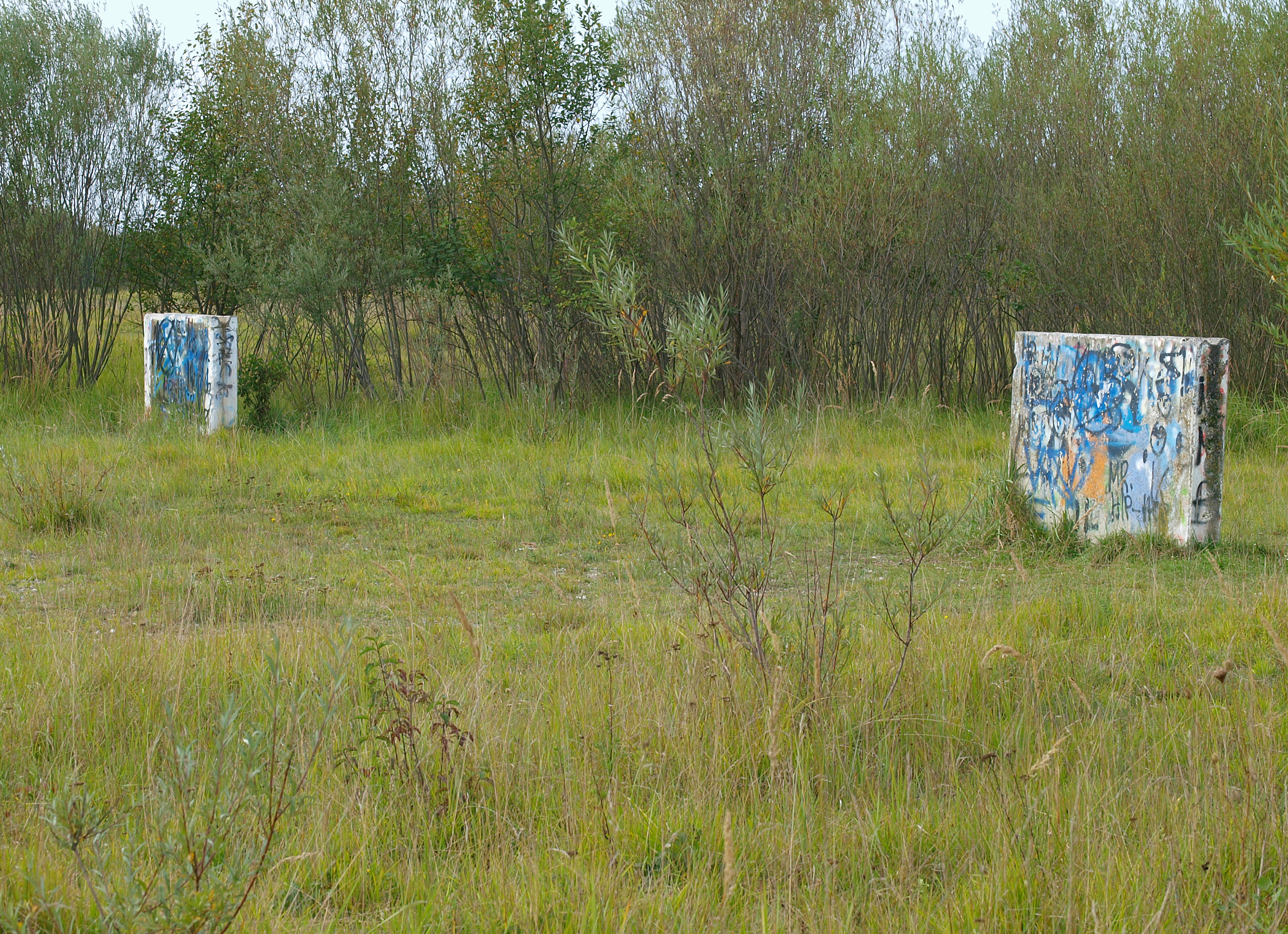
Überreste des ehemaligen Truppenübungsplatzes in der Fröttmaninger Heide

Erheblich belastet ist die Fröttmaninger Heide mit Relikten aus dem Zweiten Weltkrieg: Munition, Granaten, Blindgänger, Kampfmittel. Teilweise lagern die Stoffe, die zum Teil aus der wiederholten Bombardierung eines Truppenübungsplatzes stammen, nur wenige Zentimeter unter der Erdoberfläche. Die Kampfmittelsuche und Räumungsaktivitäten werden fortgesetzt.
Das 20 Kilometer lange Wegenetz der Heide ist seit 2020 vollständig von Kampfmitteln beseitigt.

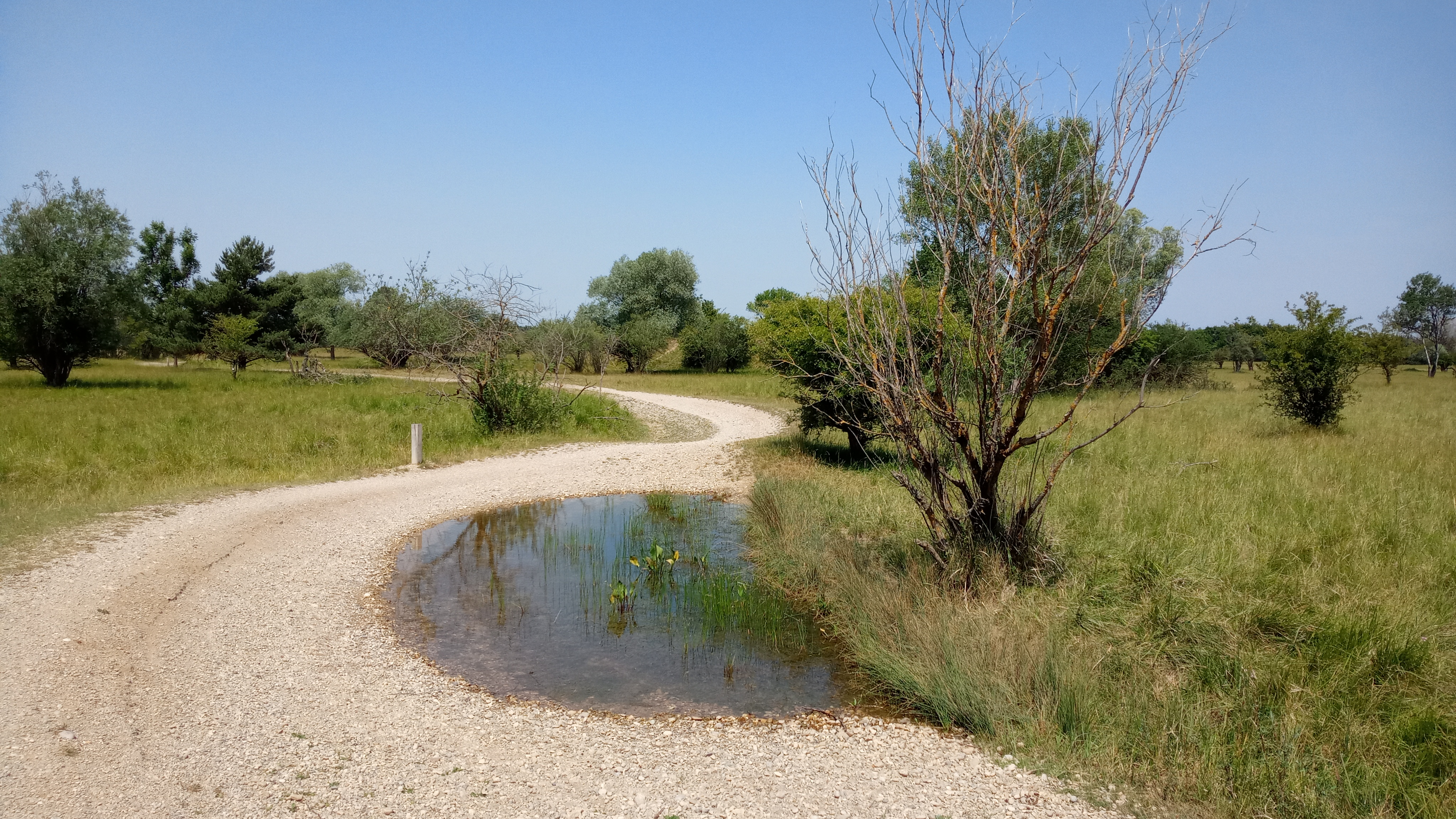
Weg mit Tümpel in der Heide

## Heidefläche
Die Fröttmaninger Heide befindet sich auf der Münchner Schotterebene im Teilbereich der Garchinger Schotterzunge. Würmeiszeitliche Schotterablagerungen der Isar prägen den Grund. Der Bodentyp ist eine flachgründige und nährstoffarme Ackerpararendzina mit hoher Wasserdurchlässigkeit und geringem Filtervermögen. Der abwechslungsreiche Biotopverbund umfasst Kalkhalbtrocken- und Trockenrasen, offene Kiesflächen mit Tümpeln und Pioniervegetation sowie lichte Kiefernwälder.
Der besondere Charakter der offenen Heidestandorte ergibt sich aus der Kombination des trockenen Bodens wegen des wasserdurchlässigen Schotteruntergrunds und einer traditionellen Weidenutzung. Letztere verhindert das Aufwachsen von Bäumen und wird heute durch Schafe durchgeführt oder zu Naturschutzzwecken durch eine jährliche Mahd ersetzt.

## Flora, Funga und Fauna

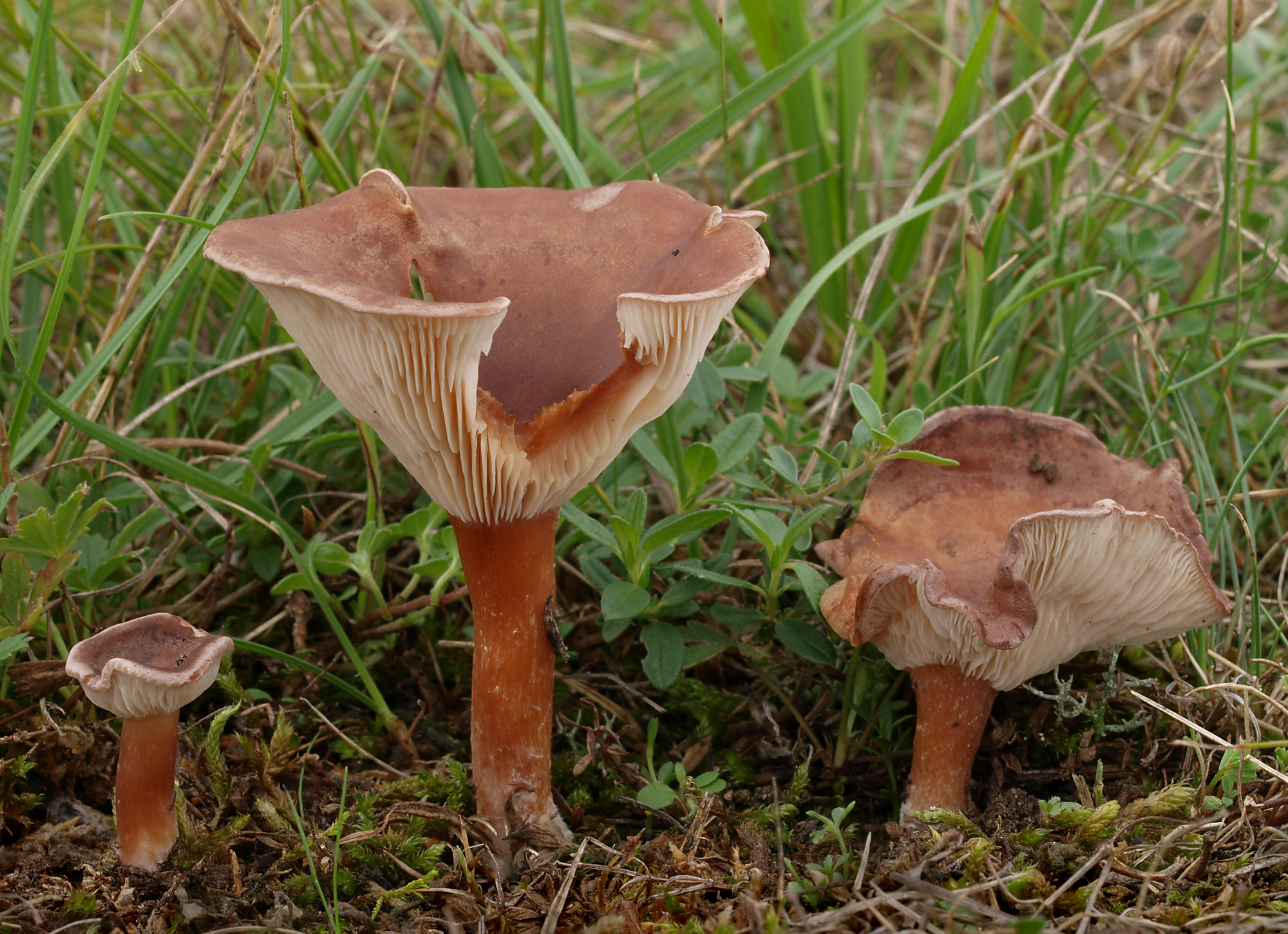
Steppen-Trichterling
(Infundibulicybe glareosa)

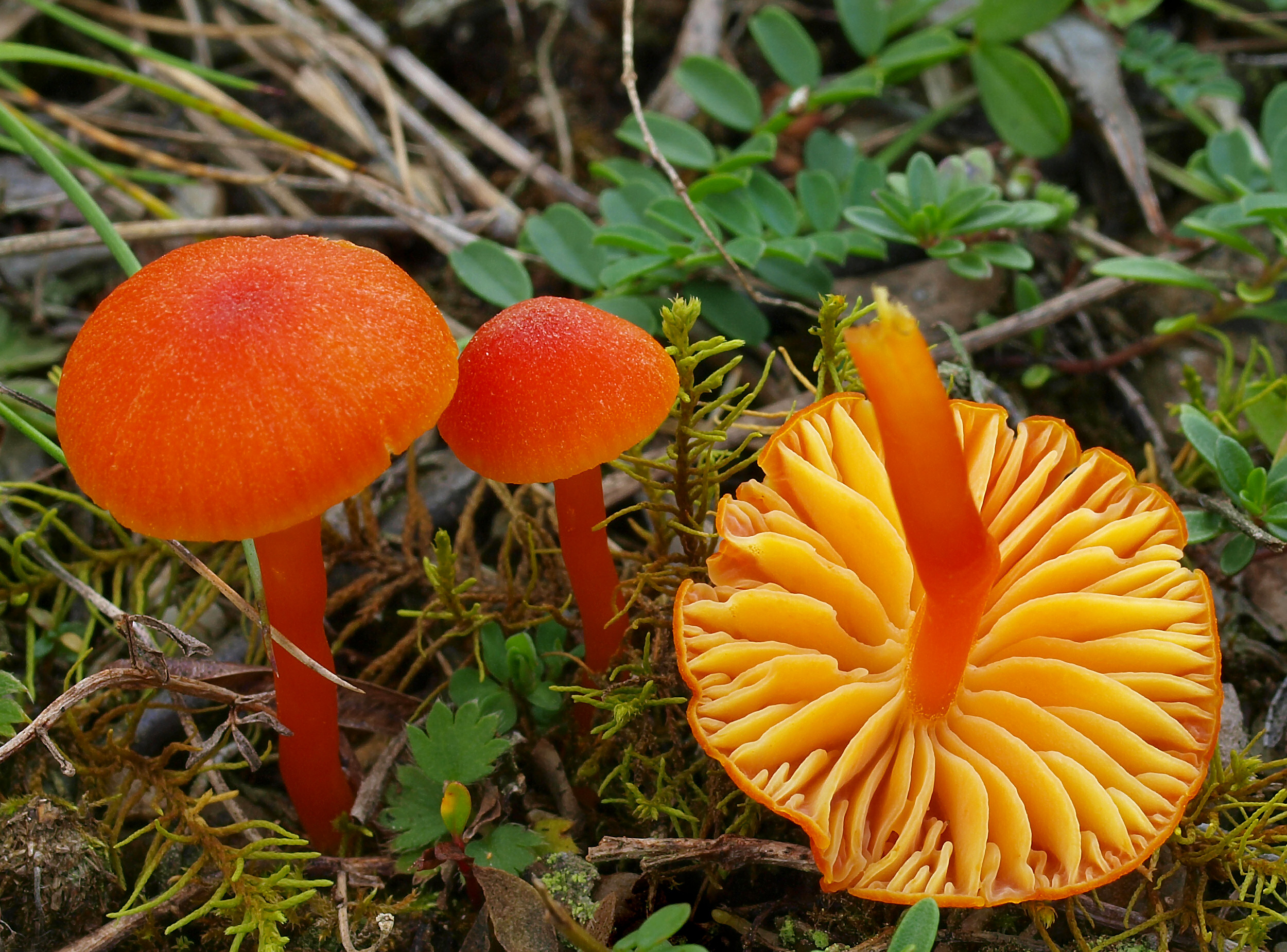
Kalkholder Filz-Saftling
(Hygrocybe calciphila)

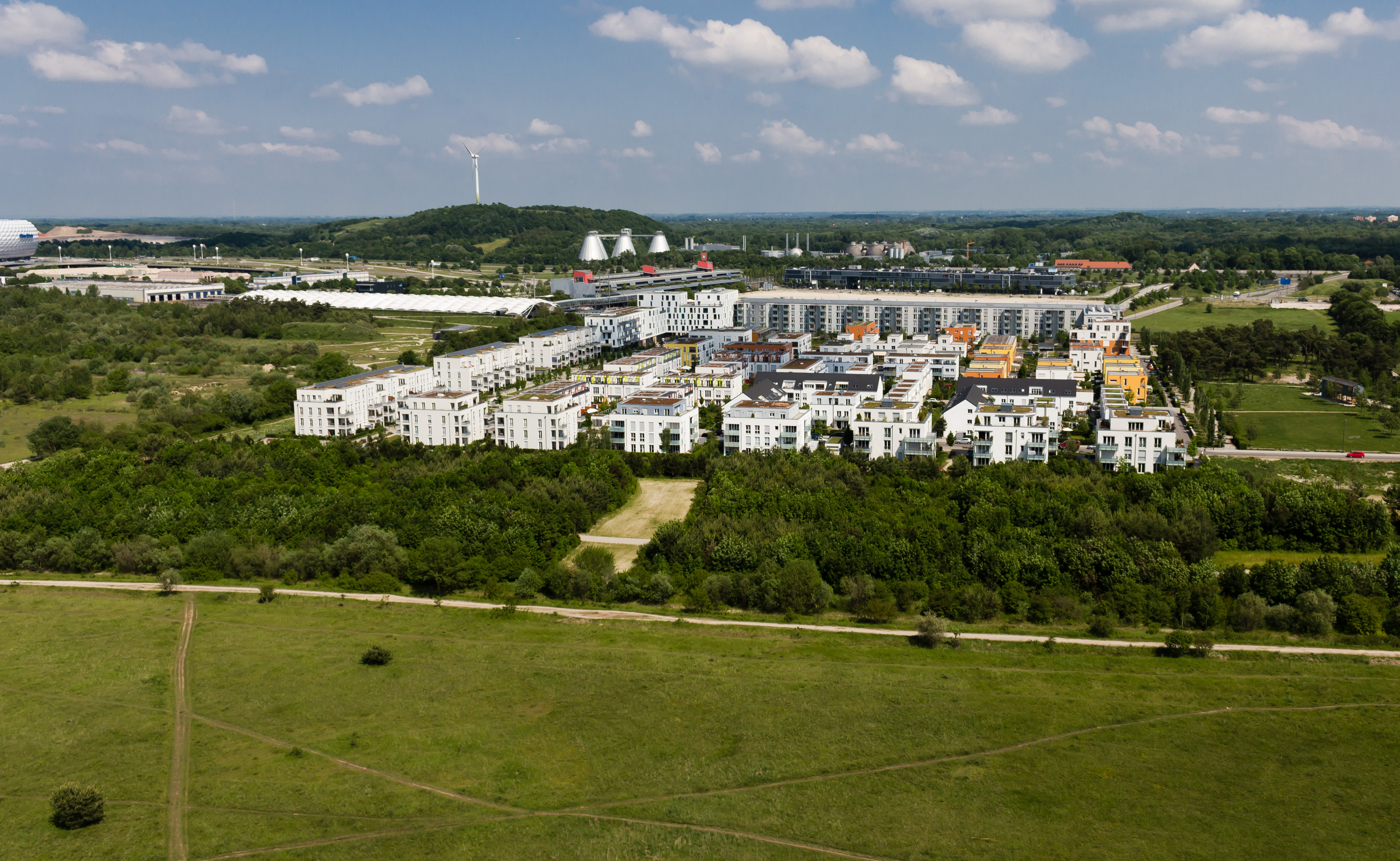
Siedlung Haidpark am Rande der Fröttmaninger Heide.

Das artenreiche Heidegebiet beherbergt zum Beispiel Pflanzen wie Büschel-Miere, Deutscher Backenklee, Kiel-Lauch, Langblättriges Hasenohr, Silberdistel, Graue Skabiose und Deutscher Enzian. Insgesamt gibt es in der Fröttmaninger Heide 352 verschiedene Pflanzenarten.
Die Pilzgesellschaft der Offengrasflächen wird von Rötlingen dominiert, darunter farbenfreudige Arten wie der Montane Blaustiel-Zärtling, der Blaublättrige Zärtling und der Braungrüne Zärtling. Daneben kommen Arten mit unscheinbar gefärbten Fruchtkörpern vor, wie z. B. der Trichterlingsähnliche Zärtling, der Flockige Nabel-Rötling und der Braunblättrige Nabel-Rötling. Von den bundesweit geschützten Saftlingen ist der kalkliebende Safrangelbe Saftling besonders häufig vertreten. Mit dem Steppen-Egerling und dem Steppen-Trichterling sind zwei seltene Arten heimisch. Darüber hinaus konnte der Kleinsporige Specht-Tintling nachgewiesen werden. Eine echte Rarität stellt der Fuchsigbraune Risspilz dar, der hier für Bayern vermutlich das erste Mal nachgewiesen werden konnte.
Die Tierwelt umfasst u. a. Fasan, Feldlerche, Flussregenpfeifer, Goldammer, Heidelerche, Mäusebussard, Rebhuhn, Schwarzkehlchen, Steinschmätzer, Stieglitz, Turmfalke, Zauneidechse, Wechselkröte und Laubfrosch sowie 41 Tagfalterarten wie Ockerbindiger Samtfalter, Idas-Bläuling und Malven-Dickkopffalter. Weiter sind die Blauflügelige Ödlandschrecke, Gefleckte Keulenschrecke, Grünes Heupferd, Kleiner Heidegrashüpfer und Zweifarbige Beißschrecke zu finden.

## Zonenregelung mit Betretungsverbot und Leinenpflicht für Hunde
Aufgrund der Lage im Ballungsraum München hat die Belastung der Fröttmaninger Heide durch intensive Erholungsnutzung stark zugenommen. Dies stellt nicht nur eine unbeabsichtigte Störung für sensible Arten (zum Beispiel Bodenbrüter wie die Feldlerche) dar. Hinterlassenschaften von Hunden in der Fläche sorgen für eine unerwünschte Nährstoffanreicherung. Dies führt mittelfristig zu einer Verfilzung der Grasebene und deutlichen Verarmung der Artenvielfalt an Kräutern, Gräsern und Insekten. Schafe und Ziegen können sich mit Parasiten infizieren, wenn sie mit den Pflanzen auch ungewollt Hundekot mitaufnehmen. Während die Parasiten bei den Hunden keine Symptome hervorrufen, sind bei infizierten Weidetieren Fehlgeburten und Missbildungen des Nachwuchses die Folge.
Aus diesen Gründen wurde Teile des Gebiets ganzjährig gesperrt; es dürfen nur die freigegebenen, mit Holzpfosten markierten Wege betreten werden.